# Sej, liba, liba, liba
A Sej, liba, liba, liba kezdetű magyar népdalt Kerényi György gyűjtötte a Heves megyei Bükkszéken.
Feldolgozás:
| Szerző         | Mire                  | Mű                          |
| -------------- | --------------------- | --------------------------- |
| Jandek Gusztáv | két szólamú vegyeskar | Megkötöm lovamat..., 3. dal |

## Kotta és dallam
Sej, liba, liba, liba, de szép sereg liba!

Gyere, pajtás, de sej, haj, menjünk a lagziba!

Mit ér nékem az olyan lagzi, lakodalom,

sej, mibe', kedves babám, te vagy a menyasszony?

## Felvételek
- Csömöri Kánta. YouTube (2014. január 23.)  (Hozzáférés: 2016. június 13.) (videó) 1:16–2:17. vegyeskar egy szólamban